# Gustavo César Veloso
Gustavo César Veloso (Villagarcía de Arosa, 29 januari 1980) is een Spaans voormalig wielrenner. Na zijn actieve carrière werd hij ploegleider bij Tavfer-Mortágua-Ovos Matinados.

## Overwinningen
2006
5e etappe Ronde van Portugal
2008
Eindklassement Ronde van Catalonië
2009
9e etappe Ronde van Spanje
2013
8e etappe Ronde van Portugal
2014
9e etappe Ronde van Portugal
Eindklassement Ronde van Portugal
2015
6e en 9e etappe Ronde van Portugal
Eind- en puntenklassement Ronde van Portugal
2e etappe Ronde van Rio de Janeiro
Eindklassement Ronde van Rio de Janeiro
2016
3e etappe Trofeo Joaquim Agostinho
4e, 6e en 10e etappe Ronde van Portugal
Puntenklassement Ronde van Portugal
2017
5e en 10e etappe Ronde van Portugal
2018
5e etappe Ronde van Alentejo
2019
Proloog Trofeo Joaquim Agostinho
2020
Proloog en 8e etappe Ronde van Portugal

## Resultaten in voornaamste wedstrijden
| Jaar | Ronde van Italië | Ronde van Frankrijk | Ronde van Spanje |
| ---- | ---------------- | ------------------- | ---------------- |
| 2006 |                  |                     |                  |
| 2007 |                  |                     | 121e             |
| 2008 |                  |                     | 29e              |
| 2009 | 145e             |                     | 41e (1)          |
| 2010 |                  |                     | 43e              |
| 2011 |                  |                     |                  |
| 2012 |                  |                     | 114e             |

| Jaar |  | Wereldranglijsten |
| ---- |  | ----------------- |
| 2006 |  |                   |
| 2007 |  |                   |
| 2008 |  | 134e (UPT)        |
| 2009 |  |                   |
| 2010 |  |                   |
| 2011 |  |                   |
| 2012 |  |                   |

## Ploegen
- 2001 –  Carvalhelhos-Boavista
- 2002 –  Carvalhelhos-Boavista
- 2003 –  Carvalhelhos-Boavista
- 2004 –  Relax-Bodysol
- 2005 –  Kaiku
- 2006 –  Kaiku
- 2007 –  Karpin Galicia
- 2008 –  Xacobeo Galicia[a]
- 2009 –  Xacobeo Galicia
- 2010 –  Xacobeo Galicia
- 2012 –  Andalucía
- 2013 –  OFM-Quinta da Lixa
- 2014 –  OFM-Quinta da Lixa
- 2015 –  W52-Quinta da Lixa
- 2016 –  W52-FC Porto
- 2017 –  W52-FC Porto
- 2018 –  W52-FC Porto
- 2019 –  W52-FC Porto
- 2020 –  W52-FC Porto
- 2021 –  Atum General/Tavira/Maria Nova Hotel

Wielerploegen van Gustavo César Veloso
Blanco · Burgos · César Veloso · De Vocht · Dockx · Domínguez · Dueñas · Elías · Florencio · Guerra · Jufré · Laguna · López · Martínez · Mattan · Mayoz · Pasamontes · Pérez · Rebollo · Roesems · Rosseler · Scheuneman · Van Hecke · Vanlandschoot · Vansummeren · Moreno (stagiair) · Pauwels (stagiair) · Stubbe (stagiair)
Barros · Caldeira · Carvalho · Costa · Fernandes · Fernández · Marque · Matias · Oliveira · Prades · Rosendo · Veloso
Barros · Bras · Caldeira · Carvalho · Cipriano · Costa · Durán · Fernandes · Fernández · Matias · Oliveira · Prades · Ribeiro · Sousa · Veloso · Vilela
Alarcón · Caldeira · A. Carvalho · G. Carvalho · Fernandes · Fernández · Matias · Oliveira · Perez · Ribeiro · Sánchez · Silva · G. Veloso · R. Veloso · Vinhas
Alarcón · Caldeira · Carvalho · Freitas · Mestre · Perez · Reis · Rodrigues · Sánchez · Silva · Veloso · Vinhas
Alarcón · Antunes · Caldeira · Carvalho · Ferreira · Freitas · Mestre · Perez · Rodrigues · Sánchez · Silva · Ucha · Veloso · Vinhas
Alarcón · Caldeira · Carvalho · César · Fernandes · Ferreira · Fonte · Freitas · Mestre · Rodrigues · Sánchez · Vinhas
Alarcón · Caldeira · Campos · Carvalho · Ferreira · Fonte · Magalhães · D. Mestre · R. Mestre · Pinto · Reis · Rodrigues · Sánchez · Silva · Veloso · Vinhas
Antunes · Caldeira · Campos · Ferreira · Magalhães · Mendes · D. Mestre · R. Mestre · Pinto · Rico · Rodrigues · Veloso · Vinhas